# Forward Racing
Forward Racing is een motorsportteam dat uitkomt in de wereldkampioenschap wegrace-klassen MotoGP en Moto2. Het team startte in 2009 als Hayate Kawasaki Racing en was de opvolger van het Kawasaki-fabrieksteam dat zich had teruggetrokken uit de MotoGP. Het Hayate team, dat orkaan in het Japans betekent, werd in 2009 speciaal opgericht voor rijder Marco Melandri, wie een contract had met het fabrieksteam van Kawasaki.
In 2010 nam het team deel aan de nieuwe Moto2-klasse met de coureurs Jules Cluzel en Claudio Corti op Suter motorfietsen. Cluzel won de Grand Prix-wegrace van Groot-Brittannië en eindigde zevende in het kampioenschap. Het jaar erop, in 2011 nam het team deel met Cluzel en Alex Baldolini, die later werd vervangen door Raffaele De Rosa. Het beste resultaat was een vierde plaats van Cluzel in, wederom, Groot-Brittannië.
Halverwege het seizoen 2011 besloot het team om in 2012 naast de Moto2 ook, als een van de Claiming Rule Teams terug te keren naar de MotoGP. Colin Edwards werd aangetrokken als coureur, die zou gaan rijden op een Suter chassis en BMW motor. Voor de Moto2-klasse legde het team Alex de Angelis en Yuki Takahashi vast.